# گمینا اندژیوو
گمینا اندژیوو (به لهستانی:  Gmina Andrzejewo) یک گمینا در لهستان است که در شهرستان اوستروف مازوویتسکا واقع شده‌است. گمینا اندژیوو ۱۱۸٫۶۴ کیلومتر مربع مساحت و ۴٬۳۱۸ نفر جمعیت دارد.